# Plumpy'nut

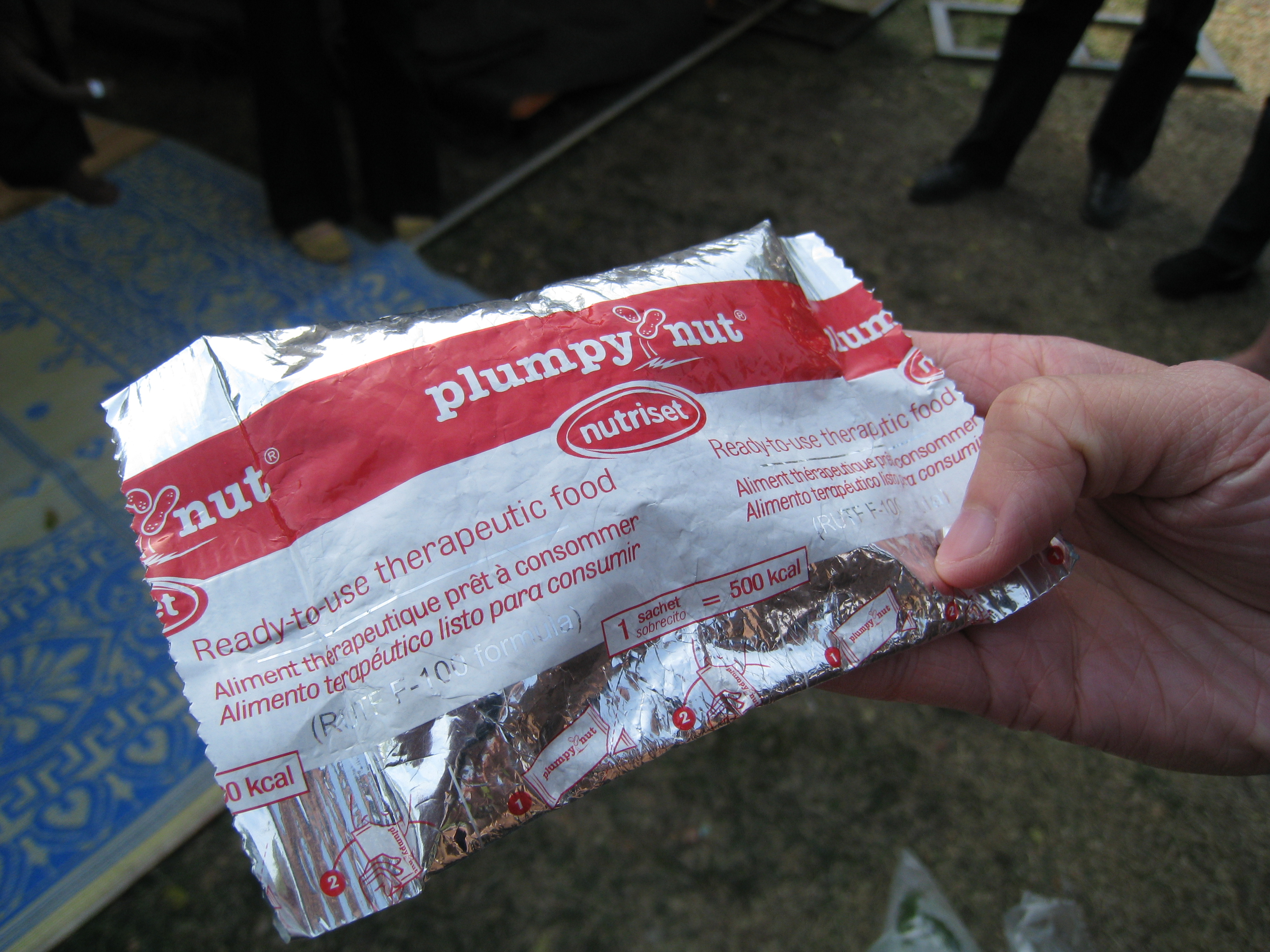
Verpakking van Plumpy'nut

Plumpy'nut is een op pinda gebaseerd voedingsproduct dat in 1999 werd ontwikkeld voor gebruik bij ondervoeding in gebieden met hongersnood.
Elke verpakking van 92 gram bevat 500 kilocalorieën. 
Plumpy'nut is gemaakt van pindapasta, poedermelk, poedersuiker, vitaminen en mineralen. Het bevat vitamine A, B-complex, C, D, E en K en de mineralen calcium, fosfor, kalium, magnesium, zink, koper, jodium, natrium en seleen.
Plumpy’nut is goedkoop, lang houdbaar, eenvoudig toe te dienen, energierijk en makkelijk te verteren.  Het wordt gebruikt onder medisch toezicht voor een periode van vier weken.
Producent Nutriset haalde in 2004 twaalf miljoen euro omzet uit Plumpy'nut. Uit kostenoverwegingen is de productie overgenomen door franchiseondernemingen in Malawi, Ethiopië, Niger, Congo-Kinshasa, Mozambique en de Dominicaanse Republiek.